# Botanitcheski sad (métro de Moscou)
Botanitcheski sad (en russe : Ботани́ческий сад et en anglais : Botanichesky Sad) est une station de la ligne Kaloujsko-Rijskaïa (ligne 6 orange) du métro de Moscou, située sur le territoire du raïon Sviblovo dans le district administratif nord-est de Moscou.
Elle est mise en service en 1978, lors d'un prolongement vers le nord de la ligne.
La station est ouverte tous les jours aux heures de circulation du métro. Elle est desservie par des autobus.

## Situation sur le réseau
Établie en souterrain, à 7 mètres sous le niveau du sol, la station Botanitcheski sad est située au point 0100+44 de la ligne Kaloujsko-Rijskaïa (ligne 6 orange), entre les stations Sviblovo (en direction de Medvedkovo), et  VDNKh (en direction de Novoïassenevskaïa).

## Histoire
La station Botanitcheski sad est mise en service le 29 septembre 1978, lors de l'ouverture à l'exploitation du prolongement vers le nord, de 8,1 kilomètres, entre les stations VDNKh et Medvedkovo. La station est dénommée en rappel du jardin botanique situé à proximité.